# Haarberg (Rehburg)

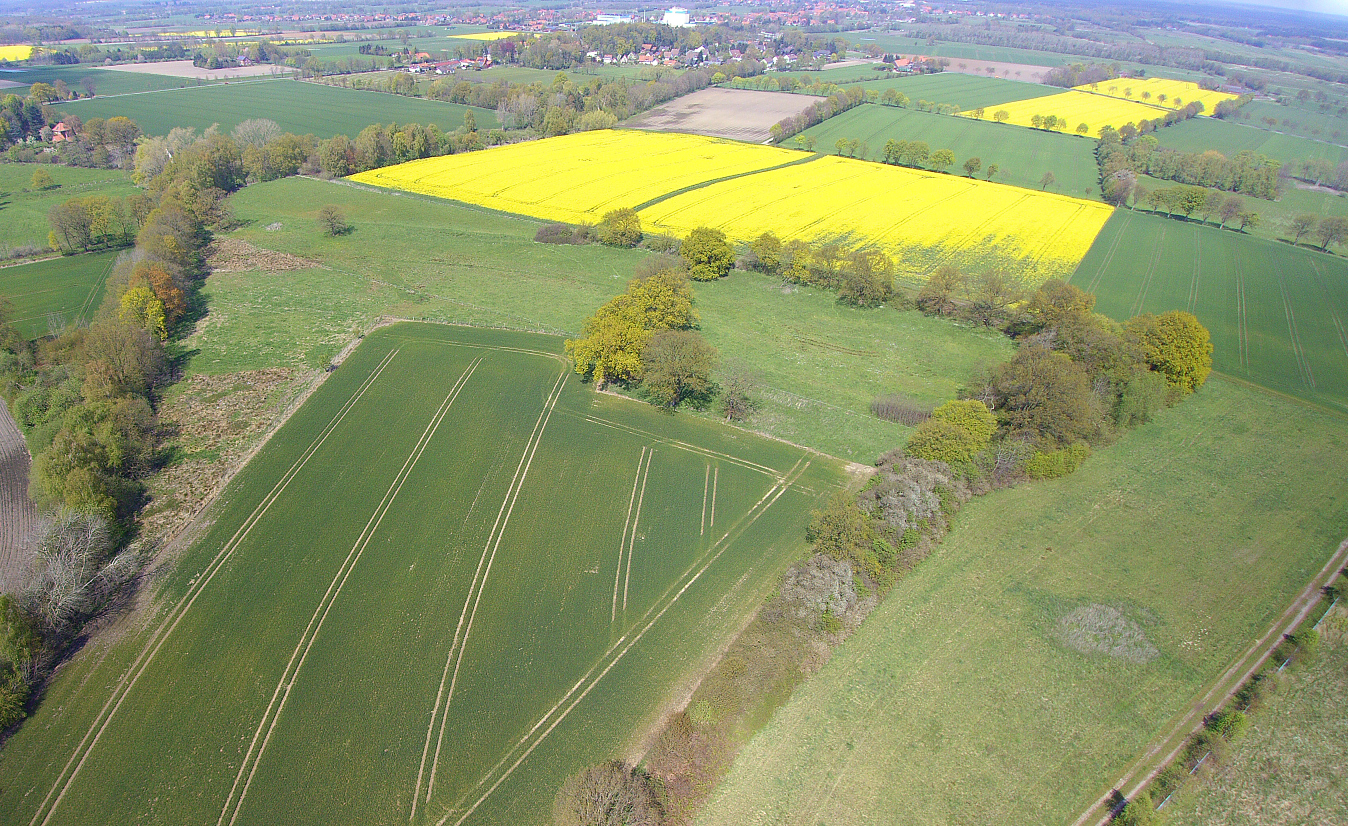
Luftbild des Haarbergs mit Blick auf den Standort der Wüstung Mönnekehusen

Der Haarberg erhebt sich als einer der nördlichsten Ausläufer der Mittelgebirge nahe der Ortschaft Winzlar in der Stadt Rehburg-Loccum im niedersächsischen Landkreis Nienburg/Weser.

## Lage
Die Erhebung von 87 m ü. NHN überragt das umgebende Gelände um rund 25 Meter und das nahe liegende Steinhuder Meer um rund 50 Meter. Sie liegt zwischen den Ortsteilen Rehburg, Winzlar und Bad Rehburg. Erreichbar ist die Anhöhe über eine Straße, die zur früheren Militäranlage führt. Am Osthang der Anhöhe befindet sich heute eine Schutzhütte.

## Geschichte
Auf dem Haarberg befand sich ein kleiner Steinbruch, der wohl schon im Mittelalter genutzt wurde und möglicherweise von den Münchhausens genutzt wurde, um ihren Stammsitz zu bauen.
Ein Gedenkstein weist auf die im Mittelalter entstandene und später untergegangene Siedlung Munichehausen oder Mönnekehusen hin, die einst der Sitz des Geschlechts der Familie Münchhausen war.
Im Zweiten Weltkrieg  gab es auf dem Haarberg eine militärische Einrichtung der Luftabwehr. Es handelte sich um die Stellung Steinbock mit einem Jagdschloss-Radar und einem Jägerleitradar Würzburg-Riese. Stationiert war hier die 17. Flugmeldeleitkompanie des 202. Luftnachrichtenregiments und ab September 1944 war es die 30. Flugmeldeleitkompanie des Luftnachrichtenregiments 232.
Während des Kalten Krieges richteten die Bundeswehr und NATO-Partner durch Deutschland in Nord-Süd-Richtung den sogenannten HAWK-Gürtel zur Luftverteidigung ein. In dem Zuge entstand auf der Kuppe des Haarbergs 1967 eine Stellung der niederländischen Luftwaffe mit HAWK-Flugabwehrraketen. Nach dem Ende des Kalten Krieges entfiel der Sinn der Luftabwehr und die Stellung wurde 1995 demontiert. Heute steht das Gelände im städtischen Eigentum.

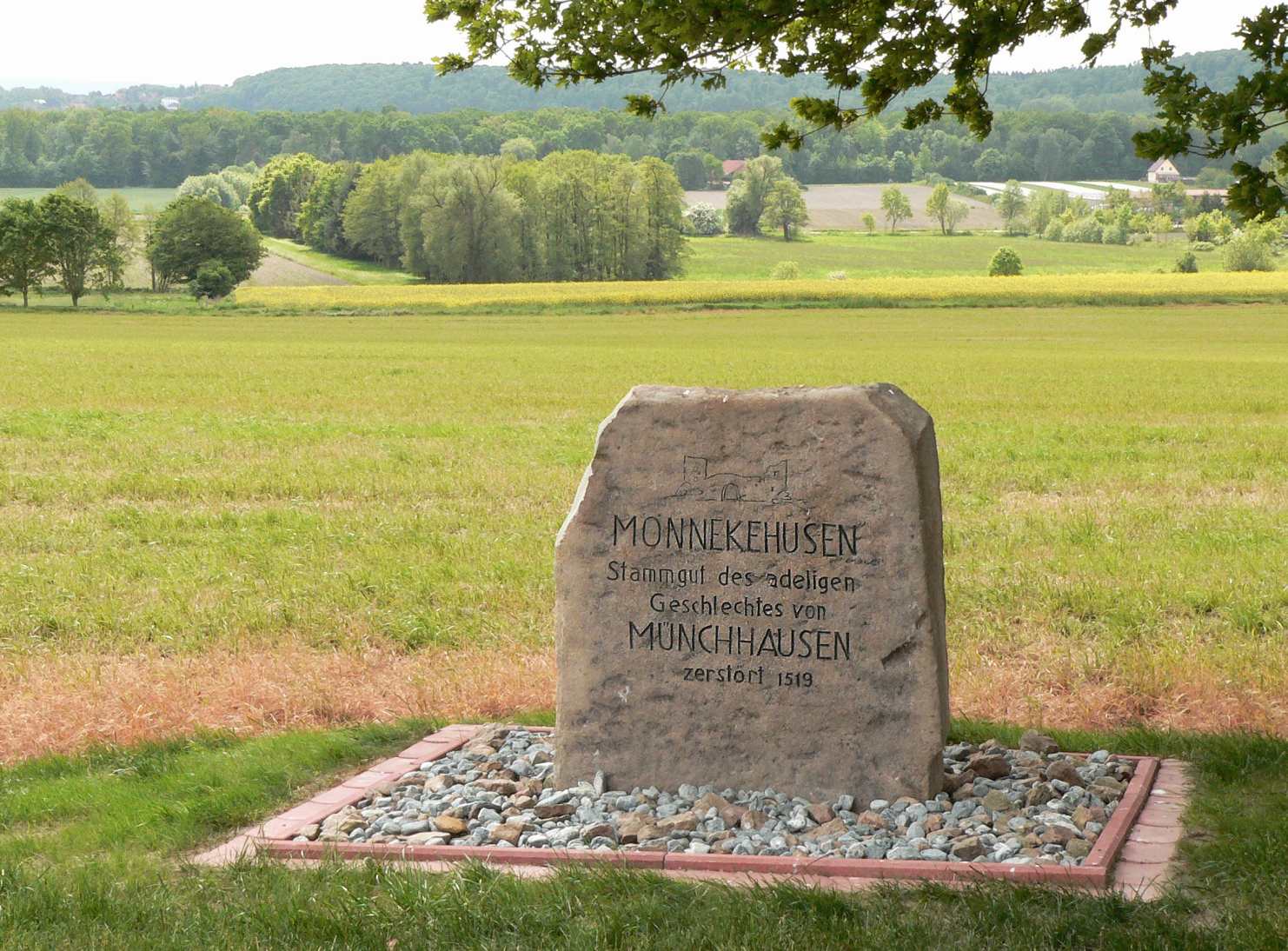
Gedenkstein für Monnekehusen
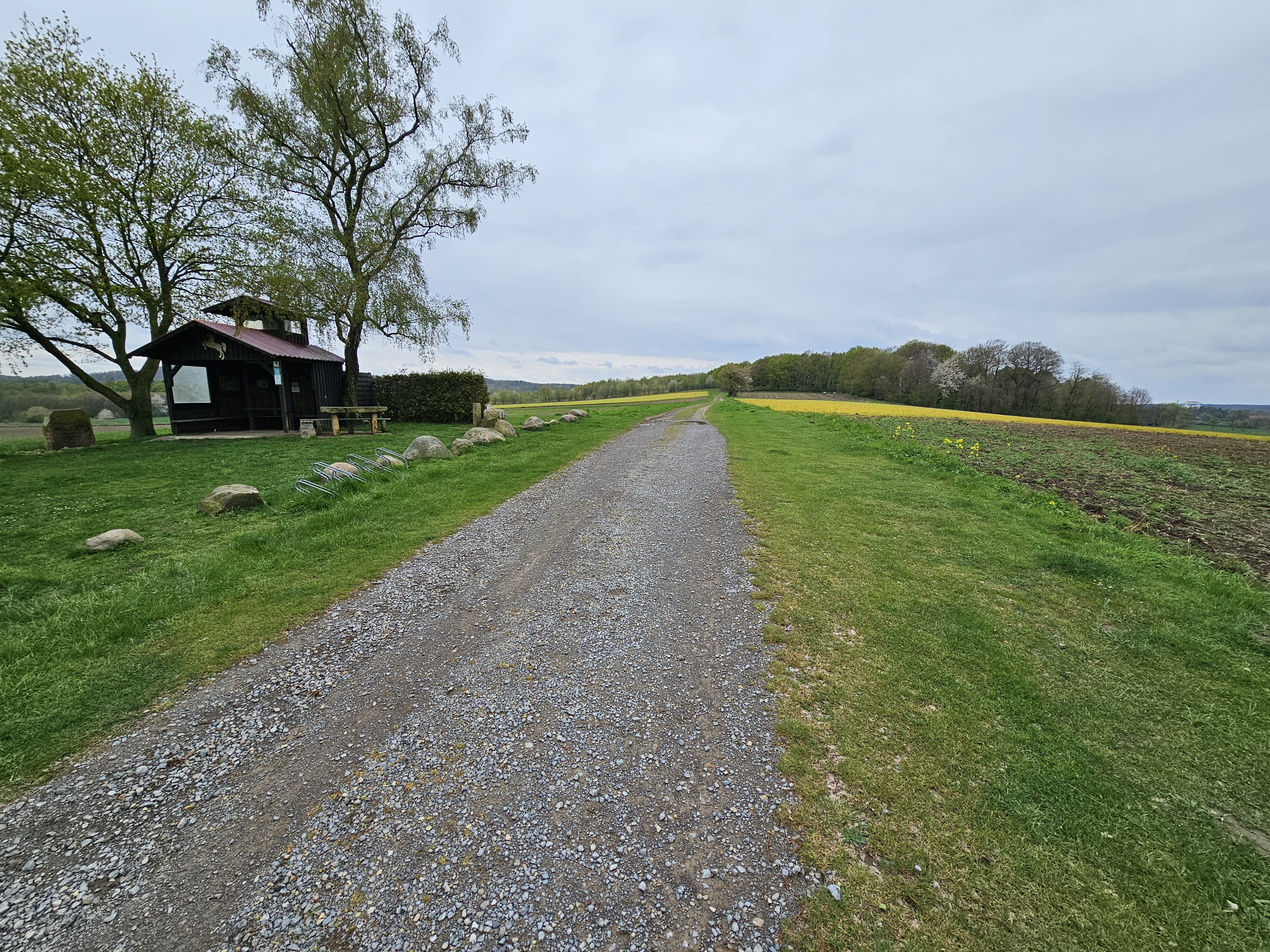
Weg von Winzlar auf den Haarberg und Schutzhütte
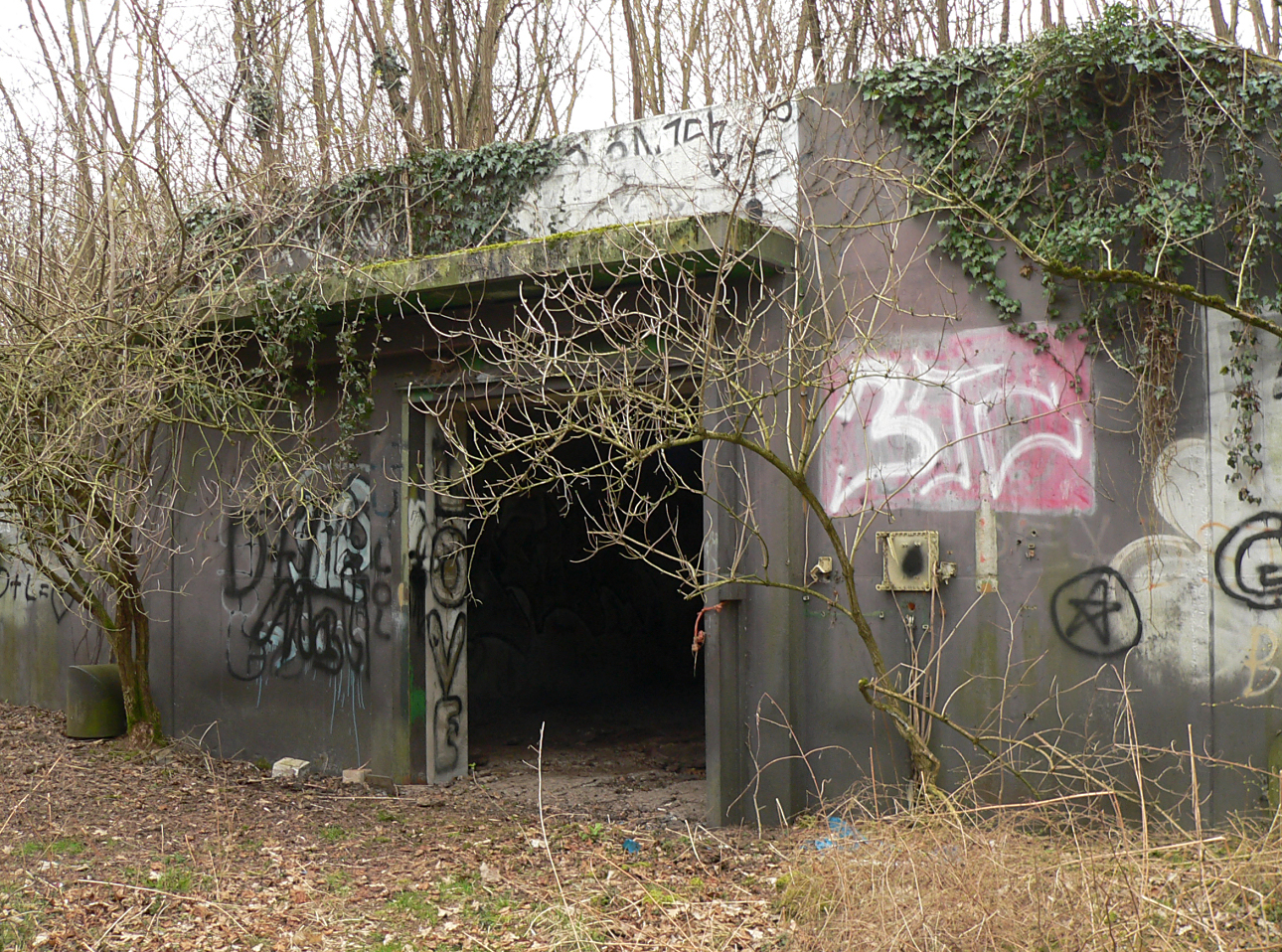
Bunker der früheren HAWK-Stellung